# Crepis tingitana
Crepis tingitana là một loài thực vật có hoa trong họ Cúc. Loài này được Ball mô tả khoa học đầu tiên năm 1878.